# Vulnicura
| Recensione     | Giudizio |
| -------------- | -------- |
| AllMusic       | [ 1 ]    |
| Slant Magazine | [ 2 ]    |

Vulnicura è l'ottavo album in studio della cantautrice islandese Björk (il nono, contando anche l'omonimo album solista del 1977), pubblicato dalla One Little Independent Records.

## Pubblicazione
Il 14 gennaio 2015, Björk posta sulla sua pagina di Facebook una nota manoscritta in cui annuncia nome, periodo di pubblicazione e titoli delle tracce del nuovo album. Vulnicura doveva essere messo in commercio nel marzo 2015, in concomitanza con la mostra Björk in onore alla carriera dell'artista al Museum of Modern Art (MoMA) di New York, nonché della pubblicazione del libro Björk: Archives. Tuttavia, a seguito di un leak che ha comportato la possibilità di scaricare illegalmente l'album su alcuni siti, l'artista è stata costretta a pubblicare Vulnicura su iTunes il 20 gennaio.
Il 26 aprile 2019 l'album viene distribuito dalla One Little Independent Records in formato di musicassetta.

## Produzione
Vulnicura è il primo album di Björk ad essere co-prodotto dalla produttrice venezuelana Arca, già celebre per aver collaborato con Kanye West per il suo album Yeezus del 2013. Arca ha descritto l'esperienza di lavorare con Björk, che considera un'ispirazione musicale, come "guaritiva", e ha dichiarato: "Il modo in cui ella esiste come essere umano ha una grande influenza sul modo in cui io esisto come essere umano." Altra collaborazione presente nell'album è quella con il produttore britannico The Haxan Cloak, che ha co-prodotto la traccia Family e ha definito "un onore" lavorare con Björk.

## Stile musicale e temi trattati
Björk ha descritto Vulnicura come "un album più tradizionale rispetto a Biophilia per quanto riguarda songwriting. Parla di ciò che potrebbe accadere a una persona alla fine di una relazione. Si parla dei dialoghi che possiamo avere nelle nostre teste e nei nostri cuori, e dei processi di guarigione". Il titolo dell'album, infatti, amalgamando le parole latine "vulnus" ("ferita") e "cura", significa "guarigione delle ferite", in cui la ferita è rappresentata principalmente dalla fine della decennale relazione con l'artista Matthew Barney. Le prime tre canzoni raccontano lo stato d’animo di Björk rispettivamente nove, cinque e tre mesi prima della rottura. Le tre seguenti sono un riflesso delle emozioni provate due, sei e undici mesi dopo. Le ultime tre canzoni riflettono sui medesimi temi e li pongono in una prospettiva universale. Rispetto ai più ostici Medúlla e Biophilia, Vulnicura presenta un sound più immediato e accessibile, che alcuni critici hanno interpretato come riavvicinamento al pop, altri come un ritorno alle sonorità di Homogenic, dato il largo uso di archi, unito alle manipolazioni elettroniche.

## Tracce
Testi e musiche di Björk, eccetto dove indicato.
1. Stonemilker – 6:49
2. Lionsong – 6:08
3. History of Touches – 3:00
4. Black Lake – 10:04
5. Family – 8:02 (musica: Björk, Arca)
6. Notget – 6:26 (musica: Björk, Arca)
7. Atom Dance (feat. Anohni Hegarty) – 8:09 (testo: Björk, Oddný Eir Ævarsdóttir)
8. Mouth Mantra – 6:09
9. Quicksand – 3:45 (musica: Björk, Spaces)

## Formazione
Di seguito sono elencati i musicisti che hanno suonato nel disco e il personale che ha collaborato alla sua realizzazione.
- Björk – voce, composizione, produzione, arrangiamento archi, arrangiamenti vocali, programmazione, cover character
- Arca – composizione (tracce 5, 6), produzione (tracce 2–8), programmazione
- The Haxan Cloak – produzione (traccia 5), missaggio, programmazione
- John "Spaces" Flynn[22] – composizione (traccia 9), programmazione
- Oddný Eir – composizione (traccia 7)
- Antony Hegarty – voce (traccia 7)
- Chris Elms – missaggio, registrazione, ingegnere
- Frank Arthur Blöndahl Cassata – registrazione, ingegnere
- Bart Migal – ingegnere
- Michael Pärt – supervisore alla registrazione (tracce 4, 7, 8)
- Mandy Parnell – mastering
- James Merry – album coordinator, research, personal assistant
- U Strings – strumenti a corda
- Mani Þorkelsson – assistente missaggio strumenti a corda
- Biggi – assistente missaggio strumenti a corda
- Joel Davies – assistente missaggio strumenti a corda
- Graeme Baldwin – assistente missaggio strumenti a corda
- Inez van Lamsweerde and Vinoodh Matadin – fotografia
- M/M Paris – design
- Mel Ottenberg – styling
- Christiaan – capelli
- Dick Page – makeup

Coro
- Ásta Ægisdóttir
- Auður Albertsdóttir
- Ásdís Björg Gestsdóttir
- Ásdís Eva Ólafsdóttir
- Bergljót Rafnar Karlsdóttir
- Drífa Örvarsdóttir
- Elín Edda Sigurðardóttir
- Erla María Markúsdóttir
- Fífa Jónsdóttir
- Gígja Gylfadóttir
- Gígja Haraldsdóttir
- Guðrún Matthildur Sigurbergsdóttir
- Sigrún Ósk Jóhannesdóttir
- Unnur Sigurðardóttir

## Classifiche

### Classifiche settimanali
| Classifica (2015)         | Posizione massima |
| ------------------------- | ----------------- |
| Australia                 | 26                |
| Austria                   | 19                |
| Belgio (Fiandre)          | 12                |
| Belgio (Vallonia)         | 4                 |
| Canada                    | 12                |
| Corea del Sud             | 50                |
| Croazia                   | 42                |
| Croazia (internazionale)  | 4                 |
| Danimarca                 | 3                 |
| Finlandia                 | 14                |
| Francia                   | 10                |
| Germania                  | 11                |
| Giappone                  | 30                |
| Irlanda                   | 12                |
| Irlanda (indie)           | 2                 |
| Islanda                   | 1                 |
| Italia                    | 25                |
| Norvegia                  | 4                 |
| Nuova Zelanda             | 30                |
| Paesi Bassi               | 10                |
| Polonia                   | 48                |
| Regno Unito               | 11                |
| Regno Unito (indie)       | 3                 |
| Repubblica Ceca           | 8                 |
| Russia                    | 3                 |
| Spagna                    | 16                |
| Stati Uniti               | 20                |
| Stati Uniti (alternative) | 5                 |
| Stati Uniti (indie)       | 3                 |
| Stati Uniti (rock)        | 6                 |
| Svezia                    | 26                |
| Svizzera                  | 6                 |
| Taiwan                    | 10                |
| Ungheria                  | 22                |

### Classifiche di fine anno
| Classifica (2015) | Posizione |
| ----------------- | --------- |
| Islanda           | 18        |

## Date di pubblicazione
| Paese | Data di pubblicazione | Formato           |
| ----- | --------------------- | ----------------- |
| Mondo | 20 gennaio 2015       | Download digitale |
| Mondo | 16 marzo 2015         | CD, LP            |